# Ganz novi festival
Ganz novi festival međunarodni je kazališni festival.

## Povijest
Ganz novi festival međunarodni je festival razvojnog kazališta i platforma za prezentaciju umjetnika mlađe i srednje generacije koje zanimaju suvremene tendencije i nekonvencionalan pristup u izvedbenim umjetnostima. Pokrenula ga je 2011. godine Nataša Rajković, umjetnička ravnateljica Teatra &TD Studentskog centra Sveučilišta u Zagrebu.

## Sadržaj
Koncepcija festivala polazi od shvaćanja kazališta u najširem smislu riječi, kao medija koji se rubno dotiče književnosti, plesa, performansa, opere, aktivizma, filmske, likovne i medijske umjetnosti. Također, festival je društveno aktivan, zajednički prostor razmišljanja i djelovanja čiji programi izlaze izvan užega kazališnoga kruga i pokušavaju aktivirati širu društvenu zajednicu. Tijekom festivala osim predstava odvijaju se i radionice.

## Vanjske poveznice
Mrežna mjesta
- Ganz novi festival  Arhivirana inačica izvorne stranice od 14. prosinca 2017. (Wayback Machine), službeno mrežno mjesto